# Michel Lafon

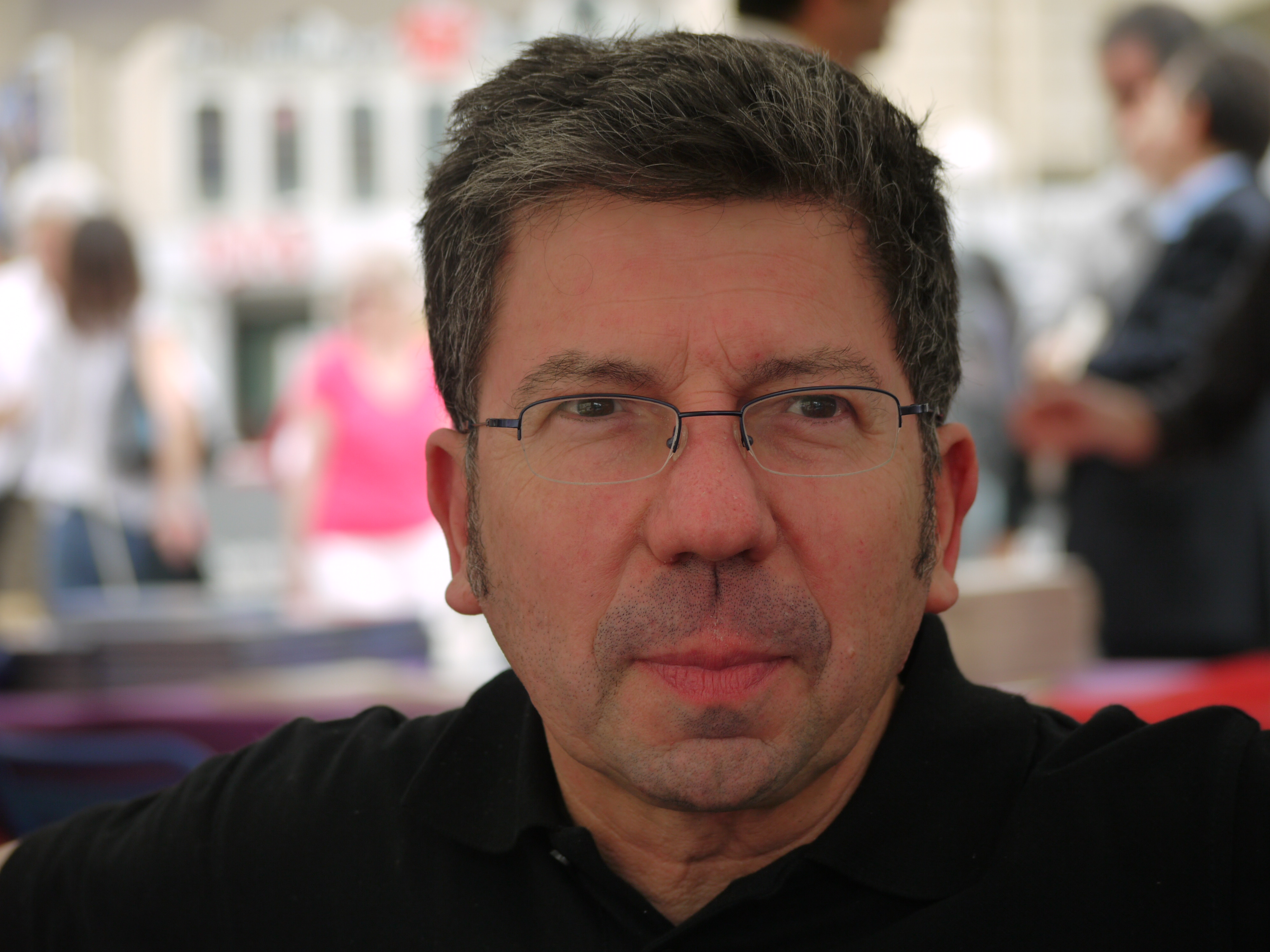
Michel Lafon, 2009

Michel Lafon (* 17. April 1954 in Montpellier; † 22. Oktober 2014) war ein französischer Autor, Hispanist, Argentinist und Literaturwissenschaftler.

## Leben und Werk
Lafon wurde 1981 an der Sorbonne bei Maurice Molho promoviert mit der Thèse Recherches sur l'oeuvre poétique de Jorge Luis Borges. Figure de l'énigme und habilitierte sich 1989 in Paris mit der Thèse Recherches sur l'oeuvre de Jorge Luis Borges. Ecriture et réécriture (erschienen unter dem Titel Borges ou la réécriture, Paris 1990). Er war ab 1991 Professor für argentinische Literatur an der Universität Stendhal Grenoble III.
Auf seine Anregung hin promovierte die Universität Stendhal Adolfo Bioy Casares zum Ehrendoktor.
Er begründete die Zeitschrift Tigre (1984).
Lafon war korrespondierendes Mitglied der Argentinischen Akademie (Academia Argentina de Letras) (2010).

## Werke
- (mit Benoît Peeters): Nous est un autre. Enquête sur les duos d'écrivains, Paris 2006 (spanisch Rosario 2008)
- Une vie de Pierre Ménard. Roman. Paris 2008 (spanisch: Una vida de Pierre Menard, Barcelona 2011)

### Herausgebertätigkeit
- (mit Michel Moner): Le livre et l'édition dans le monde hispanique, XVIe-XXe siècles. Pratiques et discours paratextuels. Actes du colloque international organisé par le Centre d'études et de recherches hispaniques de l'Université Stendhal, CERHIUS, Grenoble, 14-15-16 novembre 1991, Grenoble 1992
- (und Übersetzer) Cervantes, La petite Gitane, Paris 1994
- (mit Elisabeth Lavault): Le traducteur, de l'édition à l'Université. Pratiques professionnelles et pratiques d'enseignement, Grenoble 1999
- Adolfo Bioy Casares: Romans, Paris 2001
- (mit Michèle Soriano): Jorge Luis Borges, Les essais, Montpellier  2001
- (mit Cristina Breuil und Margarita Remón-Raillard): César Aira. Une révolution, Grenoble 2005
- (mit Cristina Breuil und Denis Brunet): La science-fiction dans le Río de la Plata, Grenoble 2009
- (und Übersetzer) Jorge Luis Borges: Deux fictions "Tlön, Uqbar, Orbis Tertius" et "El Sur", Paris 2010
- (und Übersetzer) Adolfo Bioy Casares: Quelques jours au Brésil, Paris 2012

### Weitere Übersetzertätigkeit
Lafon übersetzte von César Aira die Romane Les larmes (2000, 2007), La guerre des gymnases (2000, 2008), Un épisode dans la vie du peintre voyageur (2001), Le Manège (2003), Varamo (2005), Les nuits de Flores (2005), La princesse Printemps (2005, 2010), Le prospectus (2006), Le magicien (2006), J'étais une petite fille de sept ans (2008), La preuve (2008).
Ferner übersetzte er von Jorge Luis Borges Cours de littérature anglaise (2006) und  von Sergio Chejfec  Cinq (1996).